# Benedikt Doll
Benedikt Doll (Titisee-Neustadt, 24 maart 1990) is een Duits biatleet. In 2017 werd Doll wereldkampioen op de 10km sprint.

## Carrière
Doll maakte zijn wereldbekerdebuut in het seizoen 2011/2012. Tijdens de Wereldkampioenschappen biatlon 2016 behaalde Doll samen met Erik Lesser, Arnd Peiffer en Simon Schempp de zilveren medaille op de estafette. Met dezelfde landgenoten behaalde Doll op 21 januari 2017 ook zijn eerste wereldbekerzege door winst op de estafette in Antholz.
In 2017 behaalde Doll verrassend de wereldtitel op de 10km sprint. In 2018 nam Doll een eerste keer deel aan de Olympische Winterspelen. Hij behaalde de bronzen medaille op de 12,5 km achtervolging. Samen met Erik Lesser, Arnd Peiffer en Simon Schempp behaalde Doll ook de bronzen medaille op de estafette.
In 2024 kondigde Doll zijn pensioen van de biatlonsport aan.

## Resultaten

### Olympische Winterspelen
| Jaar | Plaats      | Onderdeel   | Onderdeel | Onderdeel     | Onderdeel  | Onderdeel | Onderdeel          |
| Jaar | Plaats      | Individueel | Sprint    | Achtervolging | Massastart | Estafette | Gemengde estafette |
| ---- | ----------- | ----------- | --------- | ------------- | ---------- | --------- | ------------------ |
| 2018 | Pyeongchang | –           | 6e        | ↑             | 5e         | ↑         | –                  |
| 2022 | Peking      | 6e          | 8e        | 32e           | 8e         | 4e        | 5e                 |

### Wereldkampioenschappen
| Jaar | Plaats            | Onderdeel   | Onderdeel | Onderdeel     | Onderdeel  | Onderdeel | Onderdeel          | Onderdeel                 |
| Jaar | Plaats            | Individueel | Sprint    | Achtervolging | Massastart | Estafette | Gemengde estafette | Single gemengde estafette |
| ---- | ----------------- | ----------- | --------- | ------------- | ---------- | --------- | ------------------ | ------------------------- |
| 2012 | Ruhpolding        | –           | –         | –             | –          | –         | –                  |                           |
| 2013 | Nové Město        | –           | –         | –             | –          | –         | –                  |                           |
| 2015 | Kontiolahti       | –           | 10e       | 28e           | 16e        | –         | 6e                 |                           |
| 2016 | Oslo Holmenkollen | 13e         | 33e       | 39e           | 18e        | Zilver    | –                  |                           |
| 2017 | Hochfilzen        | 19e         | Goud      | 11e           | 9e         | 4e        | –                  |                           |
| 2019 | Östersund         | 10e         | 11e       | 12e           | 8e         | Zilver    | Zilver             | –                         |
| 2020 | Antholz           | 12e         | 14e       | 29e           | 12e        | Brons     | 4e                 | –                         |
| 2021 | Pokljuka          | 8e          | 39e       | 31e           | 23e        | 7e        | –                  | –                         |
| 2023 | Oberhof           | 5e          | 55e       | 15e           | 26e        | 5e        | 6e                 | –                         |
| 2024 | Nové Město        | Brons       | 13e       | 16e           | 12e        | 4e        | –                  | –                         |

### Wereldkampioenschappen junioren
| Jaar | Plaats     | Onderdeel   | Onderdeel | Onderdeel     | Onderdeel |
| Jaar | Plaats     | Individueel | Sprint    | Achtervolging | Estafette |
| ---- | ---------- | ----------- | --------- | ------------- | --------- |
| 2009 | Canmore    | 16e         | 5e        | 4e            | Goud      |
| 2010 | Torsby     | 4e          | 5e        | 10e           | Goud      |
| 2011 | Nové Město | Zilver      | 23e       | 9e            | Goud      |

### Wereldbeker
Eindklasseringen
| Seizoen   | Algemeen | Individueel | Sprint | Achtervolging | Massastart |
| --------- | -------- | ----------- | ------ | ------------- | ---------- |
| 2011/2012 | 83e      | –           | 86e    | 66e           | –          |
| 2012/2013 | 66e      | 30e         | 73e    | 83e           | –          |
| 2013/2014 | 50e      | –           | 44e    | 50e           | –          |
| 2014/2015 | 21e      | 50e         | 11e    | 25e           | 18e        |
| 2015/2016 | 8e       | 17e         | 7e     | 13e           | 7e         |
| 2016/2017 | 11e      | 15e         | 7e     | 12e           | 10e        |
| 2017/2018 | 9e       | 28e         | 17e    | 12e           | Brons      |
| 2018/2019 | 7e       | 34e         | 4e     | 14e           | 5e         |
| 2019/2020 | 8e       | 7e          | 8e     | 11e           | 10e        |
| 2020/2021 | 14e      | 19e         | 14e    | 15e           | 9e         |
| 2021/2022 | 8e       | 18e         | 7e     | 9e            | 7e         |
| 2022/2023 | 4e       | Zilver      | 4e     | 7e            | 10e        |
| 2023/2024 | 13e      | 30e         | 4e     | 17e           | 9e         |

Wereldbekerzeges
| Nr.         | Datum            | Plaats               | Onderdeel          |
| Individueel | Individueel      | Individueel          | Individueel        |
| ----------- | ---------------- | -------------------- | ------------------ |
| 1.          | 11 februari 2017 | Hochfilzen           | 10 km sprint (WK)  |
| 2.          | 19 december 2019 | Le Grand-Bornand     | 10 km sprint       |
| 3.          | 22 januari 2022  | Antholz              | 15 km massastart   |
| 4.          | 9 maart 2023     | Östersund            | 20 km individueel  |
| 5.          | 15 december 2023 | Lenzerheide          | 10 km sprint       |
| 6.          | 5 januari 2024   | Oberhof              | 10 km sprint       |
| Estafettes  |                  |                      |                    |
| 1.          | 21 januari 2017  | Antholz              | 4x7,5 km estafette |
| 2.          | 5 maart 2021     | Nové Město na Moravě | 4x7,5 km estafette |